# Masahiko Harada
Masahiko Harada (原田雅彦; Kamikawa, 9 maggio 1968) è un allenatore di sci nordico ed ex saltatore con gli sci giapponese, vincitore di varie medaglie olimpiche e iridate.

## Biografia

### Carriera sciistica
In Coppa del Mondo esordì il 24 gennaio 1987 a Sapporo (15°), ottenne il primo podio il 24 gennaio 1993 a Predazzo (3°) e la prima vittoria il 27 marzo successivo a Planica. Insieme con Noriaki Kasai e Manabu Nikaidō si classificò terzo nella prima gara a squadre, sperimentale, del circuito di Coppa del Mondo, il 3 marzo 1990 a Lahti. Lasciò la Coppa del Mondo nel 2002, continuando a gareggiare in Coppa Continentale e in gare FIS fino al definitivo ritiro, nel 2006
In carriera prese parte a cinque edizioni dei Giochi olimpici invernali, Albertville 1992 (14° nel trampolino normale, 4° nel trampolino lungo, 4° nella gara a squadre), Lillehammer 1994 (55° nel trampolino normale, 13° nel trampolino lungo, 2° nella gara a squadre), Nagano 1998 (5° nel trampolino normale, 3° nel trampolino lungo, 1° nella gara a squadre), Salt Lake City 2002 (20° nel trampolino normale, 20° nel trampolino lungo, 5° nella gara a squadre) e Torino 2006 (non classificato nel trampolino normale), a sei dei Campionati mondiali, vincendo sei medaglie, e a due dei Mondiali di volo (19° a Harrachov 1992 il miglior risultato).

### Carriera da allenatore
Dopo il ritiro divenne allenatore della squadra per la quale aveva gareggiato, la Snow Brand.

## Palmarès

### Olimpiadi
- 3 medaglie:
  - 1 oro (gara a squadre a Nagano 1998)
  - 1 argento (gara a squadre a Lillehammer 1994)
  - 1 bronzo (trampolino lungo a Nagano 1998)

### Mondiali
- 6 medaglie:
  - 2 ori (trampolino normale a Falun 1993; trampolino lungo a Trondheim 1997)
  - 3 argenti (trampolino normale, gara a squadre a Trondheim 1997; gara a squadre a Ramsau am Dachstein 1999)
  - 1 bronzo (trampolino normale a Ramsau am Dachstein 1999)

### Coppa del Mondo
- Miglior piazzamento in classifica generale: 4º nel 1998
- 28 podi (21 individuali, 7 a squadre):
  - 12 vittorie (9 individuali, 3 a squadre)
  - 5 secondi posti (3 individuali, 2 a squadre)
  - 11 terzi posti (9 individuali, 2 a squadre)

#### Coppa del Mondo - vittorie
| Data             | Località            | Nazione     | Trampolino                                                                     |
| ---------------- | ------------------- | ----------- | ------------------------------------------------------------------------------ |
| 27 marzo 1993    | Planica             | Slovenia    | Bloudkova velikanka K120 (con Takanobu Okabe, Naoki Yasuzaki e Noriaki Kasai)  |
| 8 dicembre 1995  | Villach             | Austria     | Villacher Alpenarena K90                                                       |
| 18 febbraio 1996 | Iron Mountain       | Stati Uniti | Pine Mountain K120                                                             |
| 1º marzo 1996    | Lahti               | Finlandia   | Salpausselkä K114                                                              |
| 2 marzo 1996     | Lahti               | Finlandia   | Salpausselkä K114 (con Takanobu Okabe, Jin'ya Nishikata e Hiroya Saitō)        |
| 3 marzo 1996     | Lahti               | Finlandia   | Salpausselkä K114                                                              |
| 8 dicembre 1997  | Villach             | Austria     | Villacher Alpenarena K90                                                       |
| 12 dicembre 1997 | Harrachov           | Rep. Ceca   | Čerťák K90                                                                     |
| 21 dicembre 1997 | Engelberg           | Svizzera    | Gross-Titlis-Schanze K120                                                      |
| 11 gennaio 1998  | Ramsau am Dachstein | Austria     | W90-Mattensprunganlage K90                                                     |
| 13 marzo 1998    | Trondheim           | Norvegia    | Granåsen K120                                                                  |
| 19 gennaio 2001  | Park City           | Stati Uniti | Utah Olympic Park K120 (con Kazuyoshi Funaki, Kazuya Yoshioka e Noriaki Kasai) |

#### Torneo dei quattro trampolini
- 4 podi di tappa[3]:
  - 2 secondi posti
  - 2 terzi posti

#### Nordic Tournament
- 4 podi di tappa[3]:
  - 1 vittoria
  - 3 terzi posti

#### Summer Grand Prix
- Vincitore della classifica generale nel 1997 e nel 1998